# Comuna Valea Ursului, Neamț
Valea Ursului (în trecut, Giurgeni) este o comună în județul Neamț, Moldova, România, formată din satele Bucium, Chilii, Giurgeni, Muncelu de Jos și Valea Ursului (reședința).

## Așezare
Comuna se află în extremitatea de sud-est a județului, la limita cu județul Bacău. Este străbătută de șoseaua județeană DJ159, care o leagă spre est de Oniceni și mai departe în județul Vaslui de Băcești (unde se termină în DN15D), și spre vest în județul Bacău de Dămienești, înapoi în județul Neamț de Icușești și din nou în județul Bacău de Filipești (unde se intersectează cu DN2), mai departe din nou în județul Neamț de Bahna și înapoi în județul Bacău de Racova (unde se termină în DN15). Din acest drum, la Valea Ursului se ramifică șoseaua județeană DJ207C, care duce spre nord-vest la Ion Creangă și Horia (unde se termină în DN2).

## Demografie
Componența etnică a comunei Valea Ursului
     Români (88,3%)
     Alte etnii (0%)
     Necunoscută (11,7%)
Componența confesională a comunei Valea Ursului
     Ortodocși (86,09%)
     Penticostali (1,46%)
     Alte religii (0,7%)
     Necunoscută (11,76%)
Conform recensământului efectuat în 2021, populația comunei Valea Ursului se ridică la 3.436 de locuitori, în scădere față de recensământul anterior din 2011, când fuseseră înregistrați 3.874 de locuitori. Majoritatea locuitorilor sunt români (88,3%), iar pentru 11,7% nu se cunoaște apartenența etnică. Din punct de vedere confesional, majoritatea locuitorilor sunt ortodocși (86,09%), cu o minoritate de penticostali (1,46%), iar pentru 11,76% nu se cunoaște apartenența confesională.

## Politică și administrație
Comuna Valea Ursului este administrată de un primar și un consiliu local compus din 13 consilieri. Primarul, Viorel Smeria[*], de la Partidul Național Liberal, este în funcție din 2000. Începând cu alegerile locale din 2024, consiliul local are următoarea componență pe partide politice:
|  | Partid                          | Consilieri | Componența Consiliului | Componența Consiliului | Componența Consiliului | Componența Consiliului | Componența Consiliului | Componența Consiliului | Componența Consiliului | Componența Consiliului | Componența Consiliului | Componența Consiliului |
|  | ------------------------------- | ---------- | ---------------------- | ---------------------- | ---------------------- | ---------------------- | ---------------------- | ---------------------- | ---------------------- | ---------------------- | ---------------------- | ---------------------- |
|  | Partidul Național Liberal       | 10         |                        |                        |                        |                        |                        |                        |                        |                        |                        |                        |
|  | Partidul Social Democrat        | 1          |                        |                        |                        |                        |                        |                        |                        |                        |                        |                        |
|  | Alianța pentru Unirea Românilor | 1          |                        |                        |                        |                        |                        |                        |                        |                        |                        |                        |
|  | Partidul S.O.S. România         | 1          |                        |                        |                        |                        |                        |                        |                        |                        |                        |                        |

## Istorie
La sfârșitul secolului al XIX-lea, comuna purta denumirea de Giurgeni, făcea parte din plasa Fundul a județului Roman și era alcătuită din satele Băneasa, Fundu Șiștarului, Giurgeni, Golani, Muncelul de Jos și satul de reședință Valea Ursului, ele având o populație totală de 1495 de locuitori ce trăiau în 358 de case. În comună se aflau trei biserici și o școală mixtă cu 18 elevi (dintre care 4 fete). La acea vreme, pe teritoriul actual al comunei, mai funcționa în aceeași plasă și comuna Chilii, formată din satele Buciumi și Chilii, având 1267 de locuitori ce trăiau în 338 de case; aici existau o biserică și o școală mixtă cu 17 elevi (toți băieți).
Anuarul Socec din 1925 consemnează cele două comune în aceeași plasă. Comuna Giurgeni avea 1872 de locuitori în satele Giurgeni, Muncelu de Jos, Valea Ursului și în cătunele Băneasa, Fundu Șiștarului și Golani; în vreme ce comuna Chiliile, cu aceeași alcătuire, avea 1096 de locuitori. În 1931, satul Băneasa a dispărut, iar comuna Chiliile s-a desființat, satul Chiliile trecând la comuna Bălușești, iar satul Buciumi — la comuna Valea Ursului.
În 1950, comuna Valea Ursului a fost transferată raionului Negrești din regiunea Iași. Satele Golani și Fundu Șiștarului au luat, respectiv, denumirile de Zorile și Izvoarele. În 1968, comuna a trecut la județul Neamț, iar satele Zorile și Izvoarele au fost desființate și comasate cu satul Muncelu de Jos. Satul Chiliile a fost alipit și el comunei Valea Ursului în 1981.